# Chłopcy z Via Panisperna

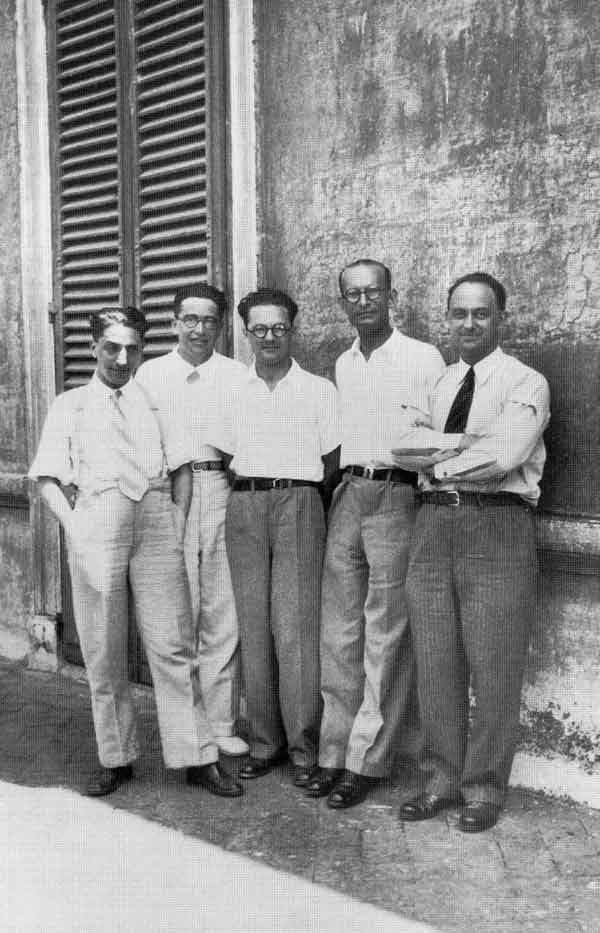
Enrico Fermi i Chłopcy z Via Panisperna na dziedzińcu Instytutu Fizyki Uniwersytetu Rzymskiego, rok 1934. Od lewej: Oscar D'Agostino, Emilio Segrè, Edoardo Аmaldi, Franco Rasetti i Enrico Fermi.

Chłopcy z Via Panisperna (wł. I ragazzi di Via Panisperna) – grupa młodych naukowców pod kierunkiem Enrica Fermiego. W 1934 roku w Rzymie dokonali słynnego odkrycia powolnych neutronów, które później umożliwiło stworzenie reaktora jądrowego, a następnie budowę pierwszej bomby atomowej.
Przydomek grupy pochodzi od adresu Instytutu Fizyki na Uniwersytecie La Sapienza w Rzymie. Via Panisperna, ulica w rioni Monti w centrum miasta otrzymała swoją nazwę od pobliskiego klasztoru San Lorenzo w Panispernie.
Pozostałymi członkami grupy byli Edoardo Amaldi, Oscar D'Agostino, Ettore Majorana, Bruno Pontecorvo, Franco Rasetti i Emilio Segrè. Wszyscy byli fizykami, z wyjątkiem D'Agostino, który był chemikiem.

## Początki grupy
Grupa powstała pod opieką fizyka, ministra, senatora i dyrektora Instytutu Fizyki Orso Mario Corbino. Corbino doceniał Enrica Fermiego i stanął na czele komisji, która mianowała go w 1926 roku na profesora jednego z trzech pierwszych wydziałów fizyki teoretycznej we Włoszech. Od 1929 roku Fermi i Corbino poświęcili się przemianie instytutu w nowoczesne centrum badań.

## Badania
Pierwsza wersja ich naukowo-badawczego laboratorium była głównie poświęcona atomowej i molekularnej spektroskopii; następnie poszli w kierunku badań eksperymentalnych jądra atomowego. Badania obejmowały ostrzał różnych substancji za pomocą neutronów, uzyskanych przy naświetlaniu berylu cząstkami alfa emitowanymi przez radon, który jest wysoce radioaktywnym gazem i pozwala uzyskać możliwie dużą liczbę sztucznych i stabilnych pierwiastków promieniotwórczych. Od strony teoretycznej praca Ettore Majorana i Fermiego pozwoliła zrozumieć strukturę jądra atomowego i siły w nim działające, znane jako siły Majorana. W 1933 i 1934 roku opublikowali fundamentalną teorię rozpadu beta.

## Rozpad grupy
W 1938 roku, z powodu ogólnej sytuacji w Europie, a w szczególności we Włoszech, grupa rozpadła się, a większość jej członków wyemigrowała. Szef zespołu, profesor Fermi, został zmuszony do emigracji w obawie przed faszystami, gdyż jego żona była Żydówką. Fermi opuścił faszystowskie Włochy wraz z rodziną. Udał się do Sztokholmu, gdzie 6 grudnia 1938 roku odebrał Nagrodę Nobla. Oscar D'Agostino i Edoardo Аmaldi byli jedynymi, którzy pozostali we Włoszech. Podczas powojennej odbudowy włoskiej fizyki, Amaldi wniósł znaczący wkład w rozwój CERN.

## Dziedzictwo
Reżyser filmowy Gianni Аmelio opowiedział historię grupy w filmie I ragazzi di via Panisperna (1989).
Budynek na Via Panisperna, leżący na Wiminale, dziś wchodzi w kompleks włoskiego ministerstwa spraw wewnętrznych. W budynku planuje się umieścić centrum badań i muzeum fizyki imienia Enrica Fermiego.